# Mark Bryant
Mark Craig Bryant (ur. 25 kwietnia 1965 w Glen Ridge) – amerykański koszykarz, grający na pozycji silnego skrzydłowego przez 15 sezonów w 10 różnych klubach ligi NBA, od 2023 asystent trenera Detroit Pistons.
Absolwent uniwersytetu Seton Hall, gdzie zaczynał karierę w miejscowym klubie Seton Hall Pirates. Srebrny medalista z letniej uniwersjady 1987. Uczestnik finałów NBA z 1990 i 1992.
26 czerwca 2019 został asystentem trenera Phoenix Suns. W czerwcu 2023 dołączył do sztabu Detroit Pistons.

## Osiągnięcia

### NCAA
- Laureat Haggerty Award (1988)[3]

### NBA
- 2-krotny finalista NBA (1990, 1992)[4]

### Reprezentacja
- Wicemistrz uniwersjady (1987)[5]

### Trenerskie
Asystent trenera
- Finalista NBA (2012, 2021)[4]